# كيتايهي
كيتايهي (بالصينية: 七台河市 )‏ هي مدينة على مستوى محافظة، في جمهورية الصين الشعبية، تتبع هيلونغجيانغ، تبلغ مساحتها 6,223 كيلومتر مربع، رمزها البريدي هو 154600.

## التقسيمات الإدارية
- Xinxing District, Qitaihe [الإنجليزية]‏
- Taoshan District [الإنجليزية]‏
- Qiezihe District [الإنجليزية]‏
- Boli County [الإنجليزية]‏.

## أعلام
- وانغ منغ